# Asclepias eriocarpa
Asclepias eriocarpa ist eine Pflanzenart aus der Gattung Seidenpflanzen (Asclepias) in der Unterfamilie der Seidenpflanzengewächse (Asclepiadoideae) innerhalb der Familie der Hundsgiftgewächse (Apocynaceae).

## Beschreibung

### Vegetative Merkmale
Asclepias eriocarpa wächst als ausdauernde krautige Pflanze, die Wuchshöhen von 40 bis 100 cm erreicht. Die einfachen, eher selten verzweigten Stängel besitzen eine Oberfläche, die in den oberen Teilen dicht weiß behaart und in den unteren Teilen zunehmend unbehaart ist.
Die gegenständig oder auch unregelmäßig wechselständig am Stängel angeordneten Laubblätter sind kurz gestielt (Stiele 0,5 bis 1 cm lang). Die dünne, aber feste Blattspreite ist bei einer Länge von 8 bis 20 cm und einer Breite von 3 bis 8 cm länglich bis eiförmig mit einer gerundeten, stumpfen oder auch flach-herzförmigen Spreitenbasis und einem gespitzten oder auch abgestumpftem Ende. Die Blattoberseite ist dicht weiß behaart und die Blattunterseite ist meist etwas schwächer behaart. Sie sind häufig an der Mittelrippe nach oben gebogen. Die Blattränder sind oft wellig.

### Generative Merkmale
Die Blütezeit reicht von Juni bis August. Der Blütenstand bildet sich seitlich von einem der obersten Nodien. Der dicht weiß behaarte Blütenstandsschaft ist mit 1 bis 10 cm eher als lang zu bezeichnen. Die mäßig großen Blüten sind zwittrig, radiärsymmetrisch und fünfzählig. Die fünf Kelchblätter sind bei einer Länge von 4 bis 5 mm eiförmig-lanzettförmig und fein behaart. Die grünliche bis gelblich-cremefarbene, manchmal roséfarben überzogene Blütenkrone ist radförmig und die Ränder nach außen umgeschlagen. Die Kronenzipfel sind 7 bis 9 mm lang. Das kurze gestielte Gynostegium ist cremefarben, häufig mit einer leichten Rosetönung. Der Stiel ist etwa 1 mm lang und 2 mm breit. Die Nebenkronenzipfel sind bei einer Länge von 3 bis 4 mm sehr breit-eiförmig. Der hornförmige Sekundärfortsatz liegt über die ganze Strecke dicht an und ist breit sichelförmig sowie etwas länger als die staminalen Nebenkronenzipfel. Der Griffelkopf ist konisch, oben abgeschnitten und ungefähr 3 mm lang sowie etwa 4 mm breit.
Die aufrecht auf nach oben gebogenen Stielen stehenden Balgfrüchte sind bei einer Länge von 5 bis 9 cm sowie einer Breite von 2 bis 3 cm breit-spindelförmig und oben etwas zugespitzt. Ihre Oberfläche ist glatt und fein, weiß behaart. Die bei einer Breite von 8 bis 9 mm breit-eiförmigen Samen besitzen einen 1,5 bis 3 mm langen, hellbraunen Haarschopf.

## Vorkommen
Asclepias eriocarpa kommt nur in den US-Bundesstaaten Kalifornien und Nevada sowie im mexikanischen Bundesstaat Baja California vor. Sie wächst dort auf steinigen, trockenen Böden, häufig entlang Straßenrändern und anderen, vom Menschen beeinflussten Gebieten. Sie gedeiht in Höhenlagen von 200 über 1900 Meter.

## Giftigkeit
Asclepias eriocarpa ist wie die meisten Arten der Gattung Asclepias toxisch. Im Normalfall meiden weidende Tiere diese Pflanzen. Allerdings ist die Toxizität der einzelnen Arten recht unterschiedlich. Asclepias eriocarpa ist verhältnismäßig sehr giftig. In Tierversuchen wurde festgestellt, dass bereits 0,05 % bis 0,25 % des Tiergewichts an Asclepias eriocarpa-Pflanzenmaterial ausreicht ein Schaf zu töten.